# Adam Savage
Adam Whitney Savage (Nueva York, 15 de julio de 1967) es un diseñador y fabricante de efectos especiales, actor, educador y personalidad y productor de televisión estadounidense, conocido por haber sido conductor junto a Jamie Hyneman del programa de televisión MythBusters del canal Discovery Channel. Antes de protagonizar este programa, pasó diez años como artista de efectos especiales para compañías tales como Industrial Light And Magic, Warner Bros. y Disney. Trabajó en películas como Star Wars, episodios I y II, las secuelas de The Matrix, El hombre bicentenario, Inteligencia Artificial, Space Cowboys, entre otras.
Como presentador adoptaba la personalidad de «niño grande» en el programa de televisión que le catapultó a la fama. 
Antes de dedicarse a desmitificar todo lo que se le ponía por delante, Savage desarrolló una carrera profesional como animador, diseñador gráfico, diseñador de interiores, escenógrafo y experto en animatronics, o robots computarizados. Pero si se le pregunta, él va a decir que toda su vida ha sido un constructor, y que ese es el rol que más le gusta. 
A los cinco años Savage ya estaba armándose sus propios juguetes, la antesala de los más elaborados que construyó con Jamie Hyneman. Muchos de esos objetos que diseñó en su infancia están exhibidos en su casa, que habita con sus hijos mellizos. 
Sus esculturas se han exhibido en al menos 40 galerías de San Francisco. Savage, quien usualmente vestía ropas oscuras que contrastan con el marco de carey negro de sus gafas (y la inmaculada camisa blanca de su compañero de aventuras), decía que a la hora de esculpir, se inspira en los tesoros que encuentra en los áticos de los abuelos. Y agrega que utiliza una variada gama de materiales para trabajar. como: aluminio, telgopor, resinas, plástico, neón, hidráulicos, vidrio, robótica. Toda esa destreza es la que ponía en juego en el programa. Eso, y su habilidad para crear efectos especiales. 
En la última década Savage se especializó en el mundo del Sci-Fi y el XF, ya que ha participado con sus efectos especiales en más de 100 anuncios de televisión y 12 películas, incluyendo Terminator 3, Galaxy Quest, The Matrix y Star Wars Episode I y II. 
En siete semanas, Adam construyó una grúa de acrílico cortada con láser para un anuncio publicitario del First National Bank, que fue emitido en una final del fútbol americano, el popular Superbowl. 
Para Burger King, recreó un pie de la Estatua de la Libertad, construido con papel y aluminio. Pero las naves espaciales son sus favoritas, y para un aviso gráfico de IBM, en solo cuatro días, armó una réplica a media escala del Mars Viking Lander.
Adam, al igual que Jamie Hyneman y Kari Byron, es ateo. En una entrevista que Adam dio durante The Amaz!ng Meeting 5, expresó un interés en demostrar la selección natural (evolución) por encima del creacionismo en Cazadores de Mitos:

Mi meta este año es comprobar la selección natural en el show. Llevará algo de tiempo, será muy difícil hacerlo fascinante en la filmación dentro del contexto de nuestra estructura narrativa, pero me las arreglaré. El cielo es el límite. Hagamos la selección natural. Estoy harto de que el cincuenta por ciento de este país piense que el creacionismo es razonable. Es espantoso. Y tengo la única habilidad, tal vez, de vender esta idea a Discovery Channel, y ellos, podrían permitirme hacerlo, así que pondré en ello mi mayor esfuerzo.

Adam también dijo que tal episodio habría sido muy improbable que se hubiera podido realizar, ya que Cazadores de Mitos tiene una política contraria a refutar fenómenos sobrenaturales.